# Dashahe
Dashahe (kinesiska: 大沙河, 大沙河镇) är en köping i Kina. Den ligger i provinsen Jiangsu, i den östra delen av landet, omkring 340 kilometer nordväst om provinshuvudstaden Nanjing. Antalet invånare är 51426. Befolkningen består av 24 965 kvinnor och 26 461 män. Barn under 15 år utgör 18,0 %, vuxna 15-64 år 70 %, och äldre över 65 år 10,0 %.
Genomsnittlig årsnederbörd är 957 millimeter. Den regnigaste månaden är juli, med i genomsnitt 202 mm nederbörd, och den torraste är januari, med 12 mm nederbörd.